# Lubiatowo (województwo zachodniopomorskie)
Lubiatowo (niem. Lübtow) – wieś w Polsce położona w województwie zachodniopomorskim, w powiecie pyrzyckim, w gminie Przelewice.
W latach 1954–1972 wieś należała i była siedzibą władz gromady Lubiatowo. W latach 1975–1998 miejscowość administracyjnie należała do województwa szczecińskiego.

## Kościół
Kościół pierwotny w Lubiatowie zbudowano w XII lub XIII wieku. Pierwszy znany nam proboszcz, Wilhelm wystąpił w 1311 r. przy pewnej czynności prawnej w Pyrzycach jako świadek. W 1372 roku cystersi kołbaccy wraz z nabyciem Lubiatowa objęli patronat nad kościołem parafialnym. Nie wiadomo, czy po ponownym nabyciu połowy wsi w 1392 roku przez Schöningów cystersi nadal sprawowali patronat nad lubiatowskim kościołem.
Obecne mury kościoła wzniesiono w bliżej nieznanym czasie, z kamienia polnego w stylu późnogotyckim. Drewnianą wieżę, dołem poszerzoną, z ośmiobocznym dachem, dobudowano później, w XVII wieku, najprawdopodobniej w 1683 r. Podczas wielkiej wichury w 1776 r. wierzchołek wieży został zerwany. Wschodni fronton kościoła posiada blendy zwieńczone wieżyczkami. Stare formy gotyckie zachowały okna i portale wejściowe. Kościół odnowiono w 1854 roku. W kościele było wiele pamiątek po Schöningach, fundatorach i kolatorach świątyni. Ozdobę kościoła stanowi epitafium o wysokości 225 cm i szerokości 165 cm. Przedstawia postać Lüdeke III v. Schöninga i jego syna Curta Ludowiga. Lüdeke, urodzony w 1554 r., wiele lat spędził w służbie wojennej w Polsce i we Francji. Po śmierci ojca (ok. 1593 r.) osiadł w Lubiatowie. Cieszył się wielkim uznaniem książąt pomorskich. Zmarł 17 listopada 1613 r. i uroczyście pochowany został w kościele lubiatowskim w styczniu 1614 r. Jego i Anny von Marwitz syn, Curt Ludowig, został zamordowany w 1615 r. w wieku 9 lat. Epitafium wykonano w 1615 r. na zlecenie wdowy. Lüdeke stoi opancerzony. W prawej ręce trzyma hetmańską buławę, w lewej miecz, u jego stóp leży hełm. Nosił się z hiszpańska, o czym świadczą wąsy i kołnierz. Syn też w stroju hiszpańskim, w lewej ręce trzyma rękawiczkę, w prawej różę. Nad postaciami znajdowały się kartusze z herbami Schöningów, pod nimi herby Küssowów, Marwitzów. Inskrypcja informuje o postaciach i fundatorce.
Na północnej ścianie kościoła było też owalne epitafium drewniane zmarłego w 1734 r. kapitana Zygmunta Wilhelma, z herbami, już przed 1908 r. znacznie uszkodzonymi. Galeryjka z ośmioma herbami to kolejne epitafium renesansowe Reinera, syna Markusa, zmarłego w Niderlandach w 1578 r. Herby Schöningów, Hagenów, Sacków z Przelewic, Borków zdobiły barokowy ołtarz, ambonę, ławę kolatorską. Na drzwiach wejściowych kazalnicy widnieje data budowy: 1730 r. i podpisy wykonawców ze Stargardu (1731 r.).
Kościół szczycił się kielichem o wysokości 23 cm z 1696 r., ufundowanym przez Adelajdę Schöning. Patenę ufundował Krzysztof Schöning z żoną Sabiną z przelewickich Sacków. Dzwon 1653 r. wykonał Bartłomiej Köckeritz, mistrz ze Stargardu. W 1945 roku, w czasie walk, kościół został nieznacznie uszkodzony. Od pocisku czołgowego powstała niewielka wyrwa w dachu, uszkodzono też wieże. Po przybyciu do wsi większej liczby osadników z kieleckiego pod koniec 1948 r. mieszkańcy Lubiatowa zwrócili się z prośbą o poświęcenie kościoła do pierwszego dolickiego proboszcza ks. Wacława Perza TChr. (tak jesienią 1984 r. powiedział sam ks. Perz, który nie zdołał wówczas się tym zająć, gdyż w styczniu 1949 r. opuścił parafię, a potem długo nie było sprzyjających warunków politycznych do odbudowy kościołów). Kościół popadł w ruinę. Służba konserwatorska zdołała zaledwie wpisać go w 1964 r. do rejestru zabytków. W ogołoconym z wyposażenia kościele o dawnej świetności przypominał klejnot z 1615 r. Piękne epitafium było w złym stanie, część inskrypcji skuto. Potem zawalił się dach.
Do odbudowy przystąpiono w 1976 r., a już 30 sierpnia 1977 r. nastąpiło poświęcenie kościoła pw. Matki Bożej Nieustającej Pomocy. W trakcie odbudowy epitafium zaginęło. Jesienią 1993 r. „mały Schöning” powrócił do kościoła w sensacyjnych okolicznościach. Dzięki państwowej służbie ochrony zabytków zdołano go rewindykować w warszawskim salonie aukcyjnym. „Dużego Schöninga" odzyskano z niemieckiego muzeum 1 lipca 2025 dzięki ośmioletniej pracy nadkom. dr. Marka Łuczaka. Ponadto z dawnych pamiątek historycznych zachowała się tablica z dwiema tarczami herbowymi Schöningów, o wymiarach 180x120 cm, wykonana w 1855 r. Obecny dzwon kościelny wykonano w 1928 r.

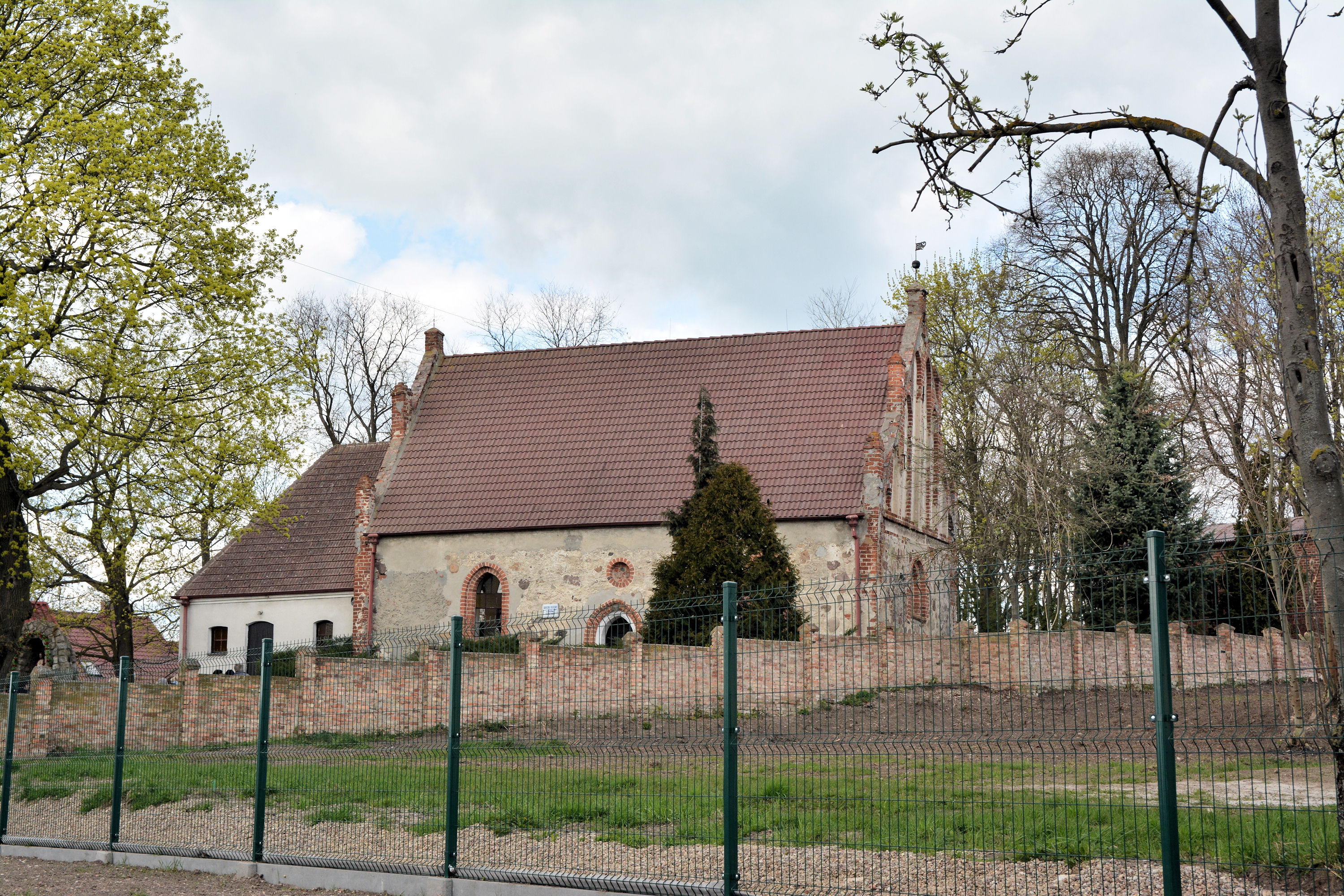
Kościół w Lubiatowie
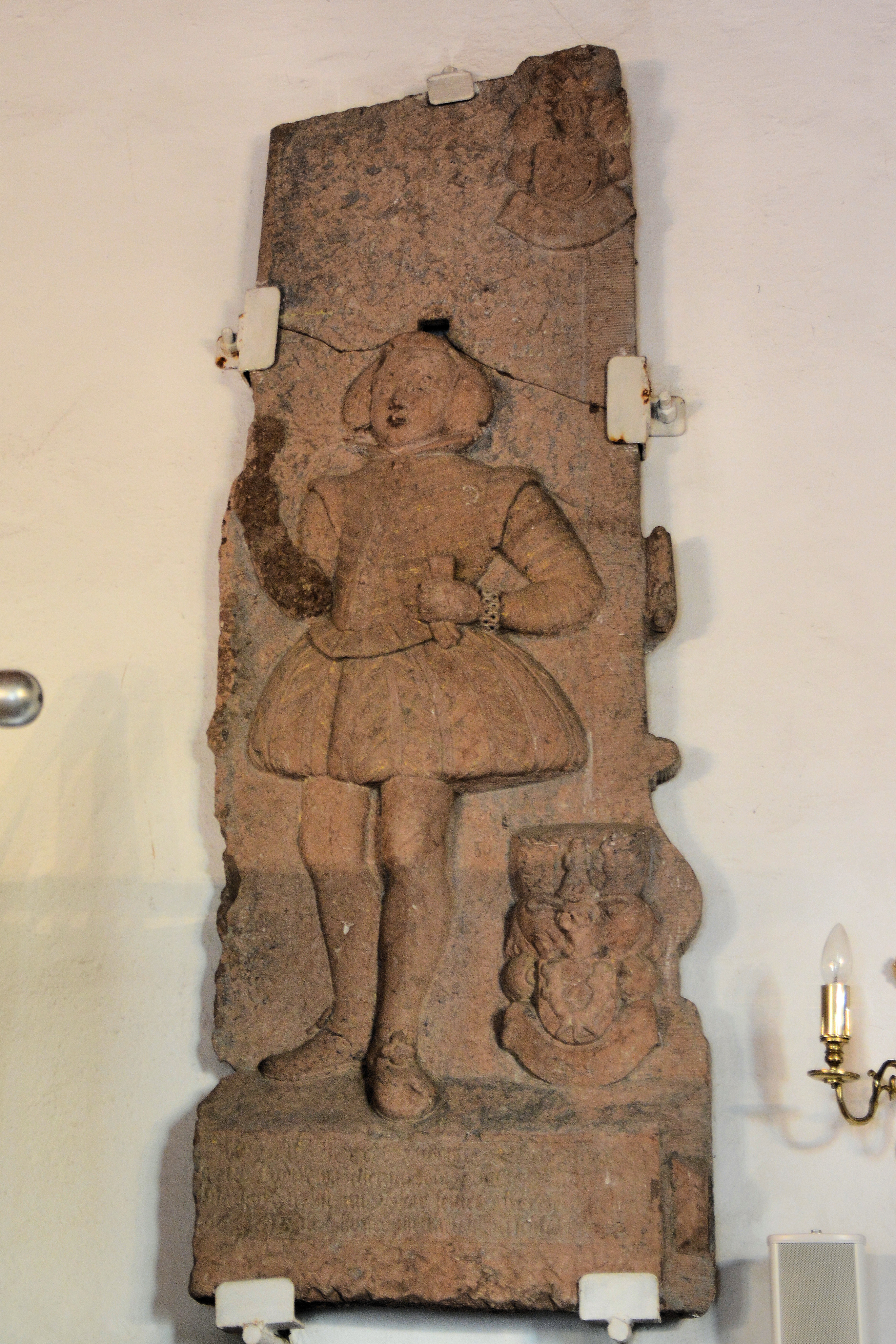
Fragment epitafium z 1615 r.
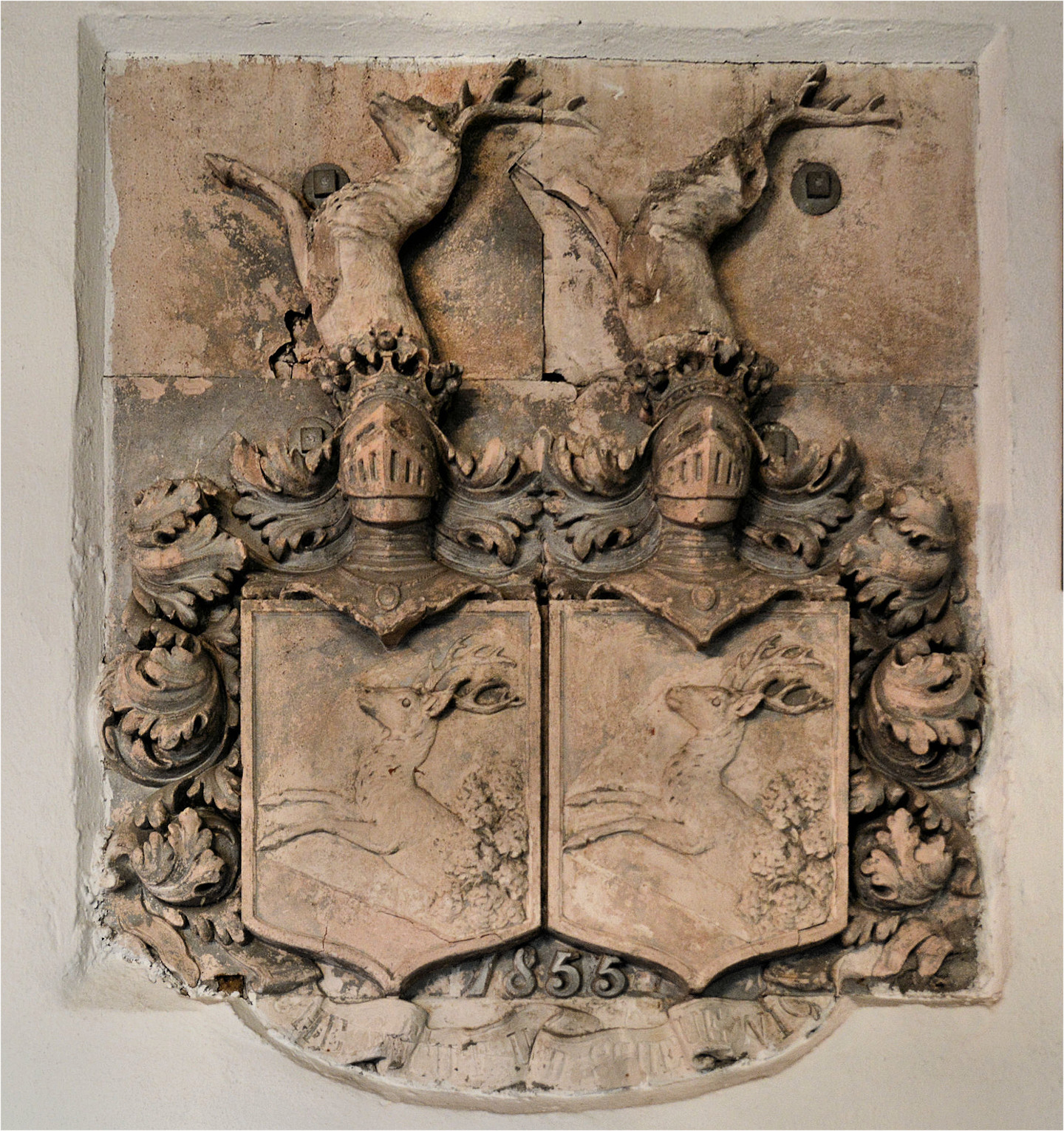
Herb von Schöning z 1855
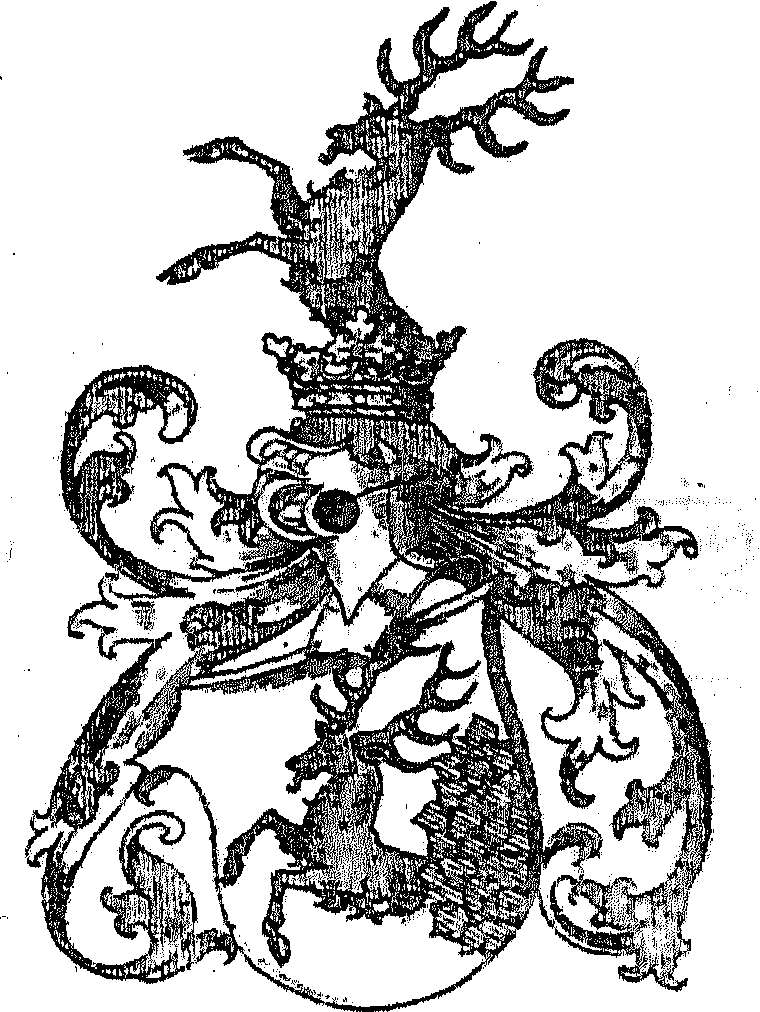
Herb von Schöning
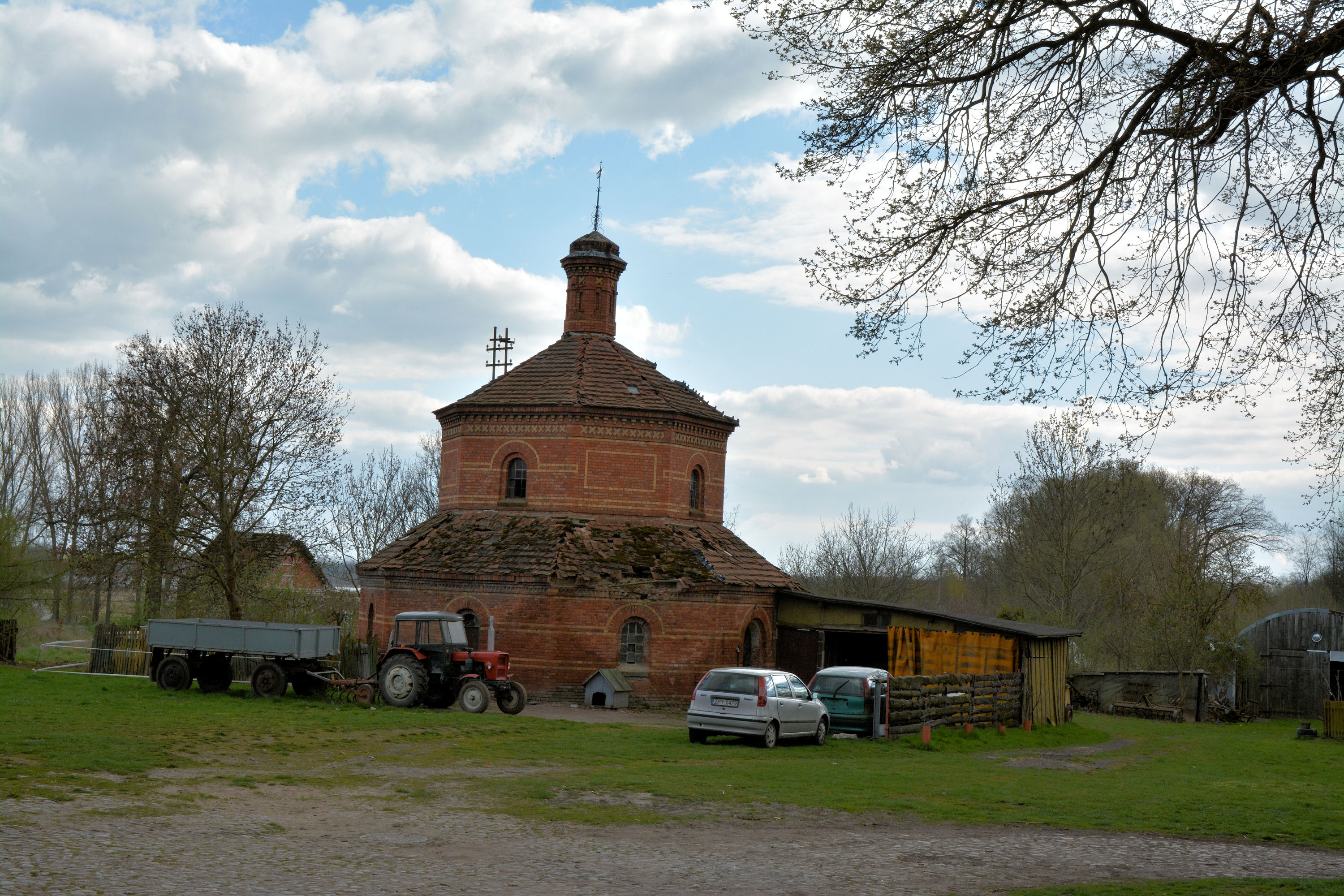
Gołębnik w Lubiatowie

## Pałac
Pałac Lubiatowie zbudowany został w 1890 w stylu eklektycznym. Jest to budowla dwukondygnacyjna, podpiwniczona. Od strony frontowej ozdobiona narożną, ośmioboczną wieżą oraz centralnie usytuowanym ryzalitem. Do 2000 r. w pałacu mieściła się szkoła. Obecnie znajdują się tu mieszkania.
W pobliżu pałacu zachował się, jeden z nielicznych na Pomorzu Zachodnim, murowany gołębnik.